# Silver Arrow Sniper
Silver Arrow Sniper — беспилотный летательный аппарат, разработанный израильской компанией Silver Arrow, дочерней фирмой компании Elbit Systems. Впервые дрон Sniper был показан на авиавыставке в Сингапуре в феврале 1998 года. Основные задачи: разведка поля боя, корректировка артиллерийского и ракетного огня и сбор данных для сил специального назначения, предназначенного для применения как днём, так и ночью. Запуск БПЛА осуществляется при помощи катапульты, комплекс смонтированный на двух автомобилях состоит из трёх-четырёх БПЛА, пусковой установки и наземной станции управления. В комплект оборудования так же входит система передачи видеоданных в реальном времени для наземной станции управления.

## Характеристики
- Модификация Sniper
- Размах крыла — 4,2 м.
- Длина — 4,3 м.
- Высота — 1,1 м.
- Масса, кг
  - пустого 120
  - полезной нагрузки 45
  - максимальная взлетная 170
- Тип двигателя 1 ПД UEL AR 741
- Мощность − 1 х 38 л. с.
- Максимальная скорость, 176 км/ч
- Крейсерская скорость, 120 км/ч
- Радиус действия — 200 км.
- Продолжительность полёта — 6 ч.
- Скороподъёмность — 274 м/мин
- Практический потолок — 4575 м